# Chaetoleon pusillus
Chaetoleon pusillus là một loài côn trùng trong họ Myrmeleontidae thuộc bộ Neuroptera. Loài này được Currie miêu tả năm 1899.